# Certificaat van Dankbaarheid van de President van de Russische Federatie

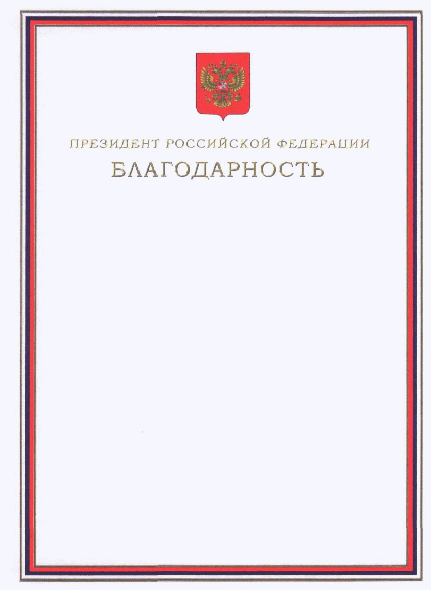
Het certificaat

Het Certificaat van Dankbaarheid van de President van de Russische Federatie (Russisch: Благодарность Президента Российской Федерации, Blagodarnost Prezidenta Rossijskoj Federatsii) is een presidentiële onderscheiding in de Russische Federatie.
Het Certificaat van Dankbaarheid werd op 11 april 2008 ingesteld door President Vladimir Poetin tegelijkertijd met het Erecertificaat van de President van de Russische Federatie. De onderscheiding bestaat uit een certificaat dat kan worden toegekend voor verdiensten op het gebied van verdediging van het vaderland en de veiligheid van de staat, bevordering van de rechtstaat, bescherming van leven en de volksgezondheid, bescherming van mensenrechten en vrijheden, staatsvorming, economie, wetenschap, cultuur, kunst, onderwijs, sport, vrijwilligerswerk en andere verdienste voor het vaderland.
Op 9 mei 2015 kreeg de Nederlander Remco Reiding het Certificaat van Dankbaarheid uitgereikt dat president Poetin hem op 25 september 2014 had toegekend voor ‘zijn bijdrage aan de ontwikkeling van Russisch-Nederlandse samenwerking in het levend houden van de herinnering aan de oorlog’.
Hoogste eretitels van de Russische Federatie

Held van de Russische Federatie ·
Held van de Arbeid

Orden van de Russische Federatie

Sint-Andreas de Eerstgeroepene ·
Sint-George ·
Verdienste voor het Vaderland ·
Heilige Catharina de Grote Martelares ·
Alexander Nevski ·
Soevorov ·
Oesjakov ·
Zjoekov ·
Koetoezov ·
Nachimov ·
 Dapperheid ·
Militaire Verdienste ·
Maritieme Verdienste ·
Eer ·
Vriendschap ·
Roem van het Ouderschap

Onderscheidingstekens van de Russische Federatie

Sint-Georgekruis ·
Onderscheidingsteken voor Goede Daden ·
Onderscheidingsteken voor Onberispelijke Dienst

Medailles van de Russische Federatie

Dienen van het Moederland ·
Moed ·
Soevorov ·
Oesjakov ·
Zjoekov ·
Nesterov ·
Poesjkin ·
Verdedigers van het Vrije Rusland ·
Bewaken van de Openbare Orde ·
Verdedigen van de Grenzen ·
Redden van Stervenden ·
Landbouw ·
Ontwikkeling van spoorwegen ·
Kernenergie-onderzoek ·
Ruimteonderzoek ·
Roem van het Ouderschap

Herinneringsmedailles die tot 2010 staatsonderscheiding waren

50 jaar Overwinning ·
60 jaar Overwinning ·
65 jaar Overwinning ·
300 jaar Russische Marine ·
850 jaar Moskou ·
100 jaar Trans-Siberische Spoorweg ·
Al-Russische volkstelling ·
300 jaar Sint-Petersburg ·
1000 jaar Kazan

Herinneringsmedailles

70 jaar Overwinning

Certificaten van de President van de Russische Federatie

 Erecertificaat ·
Certificaat van Dankbaarheid